# Aktive Aufklärung
Aktive Aufklärung (russisch активная разведка) war ein Begriff, der in den Jahren 1921 bis 1925 für die Aktionen der Glawnoje Raswedywatelnoje Uprawlenije (GRU) und der Tscheka bzw. des Gossudarstwennoje polititscheskoje uprawlenije (GPU) bei der Unterstützung von pro-sowjetischen Partisanen in den an Sowjetrussland bzw. an die Sowjetunion grenzenden Gebieten Polens, Rumäniens und Bulgariens verwendet wurde.

## Geschichte
Nach dem Abschluss des Rigaer Friedensvertrags zwischen Sowjetrussland und Polen am 18. März 1921 begannen die GRU und Tscheka damit, den Transfer von Waffen und Agenten in die unter polnischer Kontrolle stehenden Gebiete der heutigen Ukraine und Belarus einzuleiten. Das Ziel der Bemühungen war die Schaffung einer Guerilla-Bewegung, die zur Vereinigung der Westukraine und des westlichen Belarus mit der Sowjetunion führen sollte.
Als Folge der „Aktiven Aufklärung“ verschlechterten sich die Beziehungen zwischen der Sowjetunion und Polen bis zum Februar 1925. Auf Veranlassung von Walerian Wladimirowitsch Kuibyschew wurde die „Aktive Aufklärung“ zum Ende des Jahres 1925 gestoppt.